# 카일리 커런
카일리 커런(Kyliegh Curran, 2005년 12월 10일 ~ )은 미국의 배우이다.

## 출연 작품
- 닥터 슬립 (2019) - 에브라 스톤 역